# Irena Krzywińska
Irena Krzywińska (ur. 7 marca 1922 w Augustowie zm. 25 kwietnia 2017 tamże) – polska malarka i poetka; sybiraczka.

## Życiorys
Absolwentka Gimnazjum im. Grzegorza Piramowicza w Augustowie oraz Wydziału Malarstwa Państwowej Wyższej Szkoły Sztuk Plastycznych w Gdańsku (1956). Była członkiem Związku Polskich Artystów Plastyków. Uprawia malarstwo olejne i rysunek, samodzielnie ilustruje swoje wydania poezji. Swoją twórczość prezentowała na wielu wystawach indywidualnych i zbiorowych. Jej prace znajdują się w zbiorach Muzeum Narodowego w Krakowie, Muzeum Narodowego w Warszawie oraz Muzeum Wojska Polskiego w Warszawie. W 2006 roku otrzymała medal "Za zasługi dla miasta Augustowa".